# Cavité palléale
La cavité palléale est un élément caractéristique du plan d'organisation des mollusques. C'est un espace interne délimité par les lobes du manteau. Le manteau est la structure d'origine ectodermique qui produit la coquille des mollusques.
Cette cavité peut être largement ouverte sur l'extérieur comme dans le cas des bivalves (moule, huître…) immergés. C'est dans cette cavité que se déversent l'urine et les gamètes et où se trouvent les branchies. La circulation de l'eau permet le renouvellement de l'oxygène pour la respiration et l'évacuation des déchets et des gamètes. L'eau est mise en mouvement dans la cavité par des cellules ciliaires chez les bivalves ou des mouvements musculaires chez les céphalopodes.
Chez certains gastéropodes en milieu aérien (les gastéropodes pulmonés comme l'escargot), la cavité palléale ne communique au contraire avec le milieu extérieur que par un orifice étroit (le pneumostome), ce qui évite la déshydratation. Dans ce cas, elle a une fonction de poumon avec une surface très vascularisée (toit) où se réalise l'hématose et un plancher très musculeux qui permet la ventilation.